# Theloderma horridum
Theloderma horridum är en groddjursart som först beskrevs av George Albert Boulenger 1903.  Theloderma horridum ingår i släktet Theloderma och familjen trädgrodor. IUCN kategoriserar arten globalt som livskraftig. Inga underarter finns listade i Catalogue of Life.